# Kushaha
Kushaha – gaun wikas samiti we wschodniej części Nepalu w strefie Sagarmatha w dystrykcie Saptari. Według nepalskiego spisu powszechnego z 2001 roku liczył on 961 gospodarstw domowych i 6058 mieszkańców (3064 kobiet i 2994 mężczyzn).